# Thomas Edgar
Thomas Patrick Edgar (Bundaberg, 21 de junho de 1989) é um jogador de voleibol australiano que atua na posição de oposto.

## Carreira

### Clube
Edgar começou a jogar voleibol na escola, quando ingressou na equipe masculina da Bundaberg State High School. Mais tarde recebeu uma bolsa do Australian Institute of Sport (AIS), onde passou um ano.
Em 2008 assinou seu primeiro contrato profissional com o Linköpings VC, time da primeira divisão do campeonato sueco. Com o clube sueco conquinstou na temporada 2009-10 o título do campeonato sueco. Ao término da temporada, o oposto foi atuar pelo Trefl Gdańsk na segunda divisão do campeonato polonês. Com o novo clube o australiano conquistou o título da temporada 2010-11 garantido o acesso à primeira divisão.
Em 2011 o atleta foi atuar no voleibol italiano após atuar pelo Caffè Aiello Corigliano na temporada 2011-12. Na temporada seguinte foi contratado pelo Sir Safety Perugia.
Em 2014 o oposto foi atuar no voleibol asiático pelo Uijeongbu KB Insurance Stars, por onde permaneceu por duas temporada. Na temporada 2015-16 foi vice-campeão do campeonato chinês pelo Beijing BAIC Motor. Em 2016 se transferiu para o voleibol argentino após ser contratado pelo Club Ciudad de Bolívar. Com o clube argentino o oposto foi campeão do Campeonato Argentino 2016-17 – sendo eleito o melhor jogador da final – e vice-campeão do Campeonato Sul-Americano de Clubes.
Para a temporada 2017-18 foi contratado pelo JT Thunders Hiroshima, time da primeira divisão do campeonato japonês. Com o novo clube o oposto foi campeão da Copa do Japão de 2018. Após atuar por cinco temporadas no voleibol japonês, o australiano se transferiu para o voleibol turco após assinar com o Galatasaray HDI Istanbul.

### Seleção
Edgar estreou na seleção australiana no Campeonato Asiático de 2009, onde terminou na 7ª colocação. No ano seguinte disputou seu primeiro Campeonato Mundial, que ocorreu na Itália; com a seleção australiana o oposto terminou na 19ª colocação. Na terceira participação olímpica da seleção australiana, o oposto terminou na 9ª colocação nos Jogos Olímpicos de Londres, terminando na quinta colocação no seu grupo.
Em 2019 o oposto conquistou o vice-campeonato do Campeonato Asiático, ao perder a final para a seleção iraniana por 3 sets a 0.

## Títulos
Linköping VC
- Campeonato Sueco: 2009-10

Bolívar Voley
- Campeonato Argentino: 2016-17

JT Thunders Hiroshima
- Copa do Japão: 2018

## Clubes
| Anos      | Clube                        |
| --------- | ---------------------------- |
| 2008–2010 | Linköpings VC                |
| 2010–2011 | Trefl Gdańsk                 |
| 2011–2012 | Caffè Aiello Corigliano      |
| 2012–2013 | Sir Safety Perugia           |
| 2013–0215 | Uijeongbu KB Insurance Stars |
| 2015–2016 | Beijing BAIC Motor           |
| 2016–2017 | Club Ciudad de Bolívar       |
| 2017–2022 | JT Thunders Hiroshima        |
| 2022–     | Galatasaray HDI Istanbul     |